# François-Maurice Allotte de La Fuÿe
François Maurice Allotte de La Fuÿe, né le 6 novembre 1844 à La Rochelle et mort le 13 février 1939 à Versailles, est un militaire, archéologue et numismate français.

## Biographie
Francois-Maurice Allotte de La Fuye est le fils d'Augustin Allotte de La Fuÿe, contrôleur des contributions indirectes, et de Louise Mariocheau de Bonnemort. Il est le frère du général Georges Allotte de La Fuÿe et le cousin germain de Jules Verne.  Gendre de Charles Auguste Jégou d'Herbeline, il est le beau-père de Marguerite Allotte de La Fuÿe (née Pichelin) et de Joseph Blandin de Chalain.
Il entre à l'École polytechnique en 1863, puis il intègre l'École impériale d'application de l’artillerie et du génie de Metz en 1865, et sort diplômé de l'École pratique des hautes études.
Capitaine en 1870, il prend part à la Guerre franco-allemande de 1870. Il est promu chef de bataillon en 1885.
Il est chargé de la construction du quartier de cavalerie à Tébessa, en Algérie, de 1886 à 1887.
En 1890, il est nommé commandant à l'École du génie de Grenoble. Lieutenant-colonel et chef du Génie à Rennes en 1894, il est nommé directeur du Génie à Nantes en 1897, colonel en 1899 et directeur du Génie à Versailles en 1901.
Il prend part aux travaux de la Délégation archéologique française en Perse de 1897 à 1904.
Il collaboration à la Revue d'AssyrioIogie, à la Revue numismatique et au Journal asiatique.
Ses études sur la numismatique de l'Elymaïde et de la Sogdiane lui valent d'être lauréat de l'Institut de France à deux reprises.
Il devient membre correspondant de l'Académie des inscriptions et belles-lettres en 1914. Il est également membre de la Société asiatique et président de la Société française de numismatique.
Il était collectionneur de numismatique et d'antiquités assyriennes.

## Distinctions
- Commandeur de la Légion d'honneur (12 juillet 1904)[1]
- Commandeur de l'ordre du Nichan Iftikhar (Tunisie)
- Commandeur dans l'ordre du Lion et du Soleil (Empire perse)

## Publications
- Les mosaïques de Tébessa. Mosaïque de l'Oued–Athmenia, 1888
- Le Trésor de Sainte–Blandine, 1891
- Mémoire sur l'emploi des appareils photographiques pour les observations à grande et à petite distance, 1892 (Lire en ligne)
- La dynastie des Kamnaskirès, 1902
- Nouveau classement des monnaies arsacides d'après le catalogue du British Museum, 1904
- Monnaies arsacides surfrappées, 1904
- Monnaies de l'Élymaïde, 1905
- Monnaies arsacides de la collection Petrowicz, 1905
- Numismatique de la Perside, 1906
- Étude sur la numismatique de la Perside, 1906
- Un document de comptabilité de l'époque d'Ouroukagina, roi de Lagach, 1906
- Les sceaux de Lougalanda, patési de Lagash (Sirpourla) et de sa femme Barnamtarra, 1907
- Observations sur la numismatique de la Perside, 1907
- Documents présargoniques, 1908-1920
- En-Gil-Sa, patési de Lagaš, 1909
- Mesures de capacité dans les textes archaïques de Telloh, 1909
- Le gour saggal et ses subdivisions : d'après les documents présargoniques de Lagǎs, 1909
- En-e-tar-zi patési de Lagaš, 1909
- Les monnaies incertaines de la Sogdiane et des contrées voisines, 1910
- Correspondance sumérologique, 1913
- Une Monnaie incertaine au nom d'Artavasde, 1914
- Le mystère de talismans musulmans, 1915
- Un dirham talismanique musulman, 1915
- Un cadastre de Djokha, 1915
- Mesures agraires et formules d'arpentage à l'époque présargonique, 1915
- Les monnaies de l’Élymaïde. Modifications au classement proposé en 1907, 1919
- Compte de gestion d'un Entrepôt de Matériaux à Tummaal, 1919
- L'iconographie de Moïse sur quelques médailles modernes à légendes hébraïques, 1919
- Le sceau d'Ur-é-innanna sur un tronc de cône étiquette : étude comparative des sceaux de cette époque, 1920
- Les Us-Ku dans les textes archaïques de Lagas, 1921
- Alphabet araméen-sogdien , 1921 (lire en ligne)
- La coupe magique de Hit sur l'Euphrate décorée d'écritures manichéennes et d'exorcismes surprenants, 1924
- Une coupe magique en écriture manichéenne, 1924 (lire en ligne)
- Jacques de Morgan, 1924
- Fragments de vase avec inscription provenant de Téhéran, 1925
- Monnaie inédite de Xerxès roi d'Arsamosate provenant des fouilles de Suse, 1927
- Imitations de la drachme de Varahran V frappée à Merv, 1927
- Une monnaie musulmane d'un type inédit trouvée à Suse, 1928
- Mission en Susiane, 1928
- Numismatique t.XX, Mission archéologique de Perse, 1928
- Deux inscriptions inédites d'Oumma relatives à la navigation : Le sens du mot KAR dans les comptes-rendus de Larsa, 1928
- Le pentagramme pythagoricien. Sa diffusion, son emploi dans la syllabaire cunéiforme, 1934
- Archéologie, métrologie et numismatique susiennes, 1934
- Le pentagramme pythagoricien : Sa diffusion, son emploi dans le syllabaire cunéiforme, 1934
- Inventaire des monnaies trouvées à Suse, Mission archéologique de Perse, campagnes de fouilles 1925,1926,1927, 1928, t. XX et t. XXV, 1935

## Famille
- Alexandre Allotte de La Fuÿe (1726-1810) marié en 1761 à Geneviève Cormier (1739-1768),
  - Jean Alexandre Allotte de La Fuÿe (1762-1846) marié en 1801 à  Jeanne Françoise Thoinnet (1782-1864)
  - Jean Isaac Augustin Allotte de La Fuÿe (1768-1849), directeur des comptabilités à Nantes, marié en 1793 à  Sophie Adélaïde Gillochet de Lapeyrierre (1774-1865),
    - Louise Palmyre Allotte de La Fuÿe (1795-1880) mariée en 1819 à  François Tronson (1787-1855)
    - Caroline Allotte de La Fuÿe (1799-1869) mariée en 1823 à Francisque de La Celle de Châteaubourg (1789-1879), artiste peintre
    - Sophie Allotte de La Fuÿe (1801-1887) mariée à Pierre Verne (1798-1871), avoué 
      - Jules Verne (1828-1905), écrivain, marié en 1857 à Honorine Anne Hébée du Fraysne de Viane (1829-1910)
        - Michel Verne (1861-1925), artiste cinéaste

      - Pierre Paul Verne (1829-1897), capitaine au long cours
      - Anne Verne (1837-1919)
      - Mathilde Augustine Rosalie Verne (1839-1920)
      - Sophie Verne (1842-1913) mariée en 1861 à Léon Guillon (1837-1913), armateur
        - Édith Guillon-Verne (1862-1895) mariée à  Georges Allotte de La Fuÿe (1843-1911), son cousin
        - Maxime Guillon-Verne (1868-1954), industriel
        - Norbert Guillon-Verne (1870-1947), assureur

    - Augustin Allotte de La Fuÿe (1805-1876), général de brigade, directeur des contributions indirectes du département à Nantes, marié en 1842 avec Louise Mariocheau de Bonnemort (1817-1898)
      - Georges Allotte de La Fuÿe (1843-1911), général de brigade, marié en 1886 à Édith Guillon-Verne (1862-1895)
        - Georges Marie Léon Allotte de La Fuÿe (1888- ), général de brigade
        - Édith Marie-Louise Allotte de La Füye (1889-1969) mariée en 1912 à François de La Rocque (1886-1946)
        - Roger Marie Pierre Allotte de La Füye (1890-1961)
        - Christine Marie Allotte de La Füye (1895-1985)

      - François-Maurice Allotte de La Fuÿe (1844-1939), colonel du génie, marié en 1871 à Louise Jégou d'Herbeline (1847-1924), fille de Charles Auguste Jégou d'Herbeline
        - Louis Allotte de La Fuÿe (1872-1896), lieutenant de l'artillerie